# Mike James
Michael Lamont „Mike” James (ur. 23 czerwca 1975 w Copiague) – amerykański koszykarz, występujący na pozycji rozgrywającego, mistrz NBA z 2004 roku.

## Osiągnięcia
NBA
- Mistrz NBA (2004)[1]
- Lider play-off w skuteczności rzutów wolnych (2005)[2]
- Zawodnik Tygodnia (8.01.2006)[3]

Inne
- Mistrz Austrii (1999)
- Wicemistrz USBL (1998)